# Hrazany (Radíč)
Hrazany jsou vesnice, část obce Radíč v okrese Příbram ve Středočeském kraji. Leží dva kilometry severozápadně od Radíče. Poblíž se nachází vodní nádrž Slapy. Je zde evidováno 105 adres. V roce 2011 zde trvale žilo 23 obyvatel.

## Historie
První písemná zmínka o vesnici pochází z roku 1408.
Za druhé světové války se ves stala součástí vojenského cvičiště Zbraní SS Benešov a její obyvatelé se museli 31. října 1943 vystěhovat.

## Obyvatelstvo
| Rok            | 1869 | 1880 | 1890 | 1900 | 1910 | 1921 | 1930 | 1950 | 1961 | 1970 | 1980 | 1991 | 2001 | 2011 | 2021 |
| -------------- | ---- | ---- | ---- | ---- | ---- | ---- | ---- | ---- | ---- | ---- | ---- | ---- | ---- | ---- | ---- |
| Počet obyvatel | 159  | 169  | 144  | 106  | 106  | 121  | 104  | 83   | 73   | 63   | 39   | 24   | 16   | 23   | 18   |
| Počet domů     | 30   | 28   | 30   | 30   | 24   | 25   | 23   | 29   | 29   | 20   | 17   | 20   | 23   | 25   | 25   |

## Obecní správa
Při sčítání lidu v letech 1850–1987 Hrazany byly osadou obce Radíč, se kterým patřily nejprve do okresu Sedlčany, ale od roku 1960 v okrese Příbram. Od 1. ledna 1988 do 30. června 1990 byly částí města Sedlčany v okrese Příbram. Od 1. července 1990 jsou opět částí obce Radíč v okrese Příbram.

## Pamětihodnosti
- Keltské oppidum
- Zaniklý středověký hrad Ostromeč

## Pověst
Před obcí, u polní cesty, která odbočuje ze silnice na Žďár, stával litinový kříž. Pověst se vztahuje k němu. Sedlák Šimek z Hrazan byl veliký vlastenec, ale nebyl nijak horlivý katolík. K nemalému překvapení svých sousedů začal na tomto místě kopat dvě jámy. Do jedné zasadil strom, do druhé kříž. Na dotazy zvědavců neodpovídal. Až po delším čase řekl, že byl ve snu vyzván, aby zde nechal zhotovit kříž. Ale kým a proč, se nikdy nikdo nedozvěděl.

## Galerie

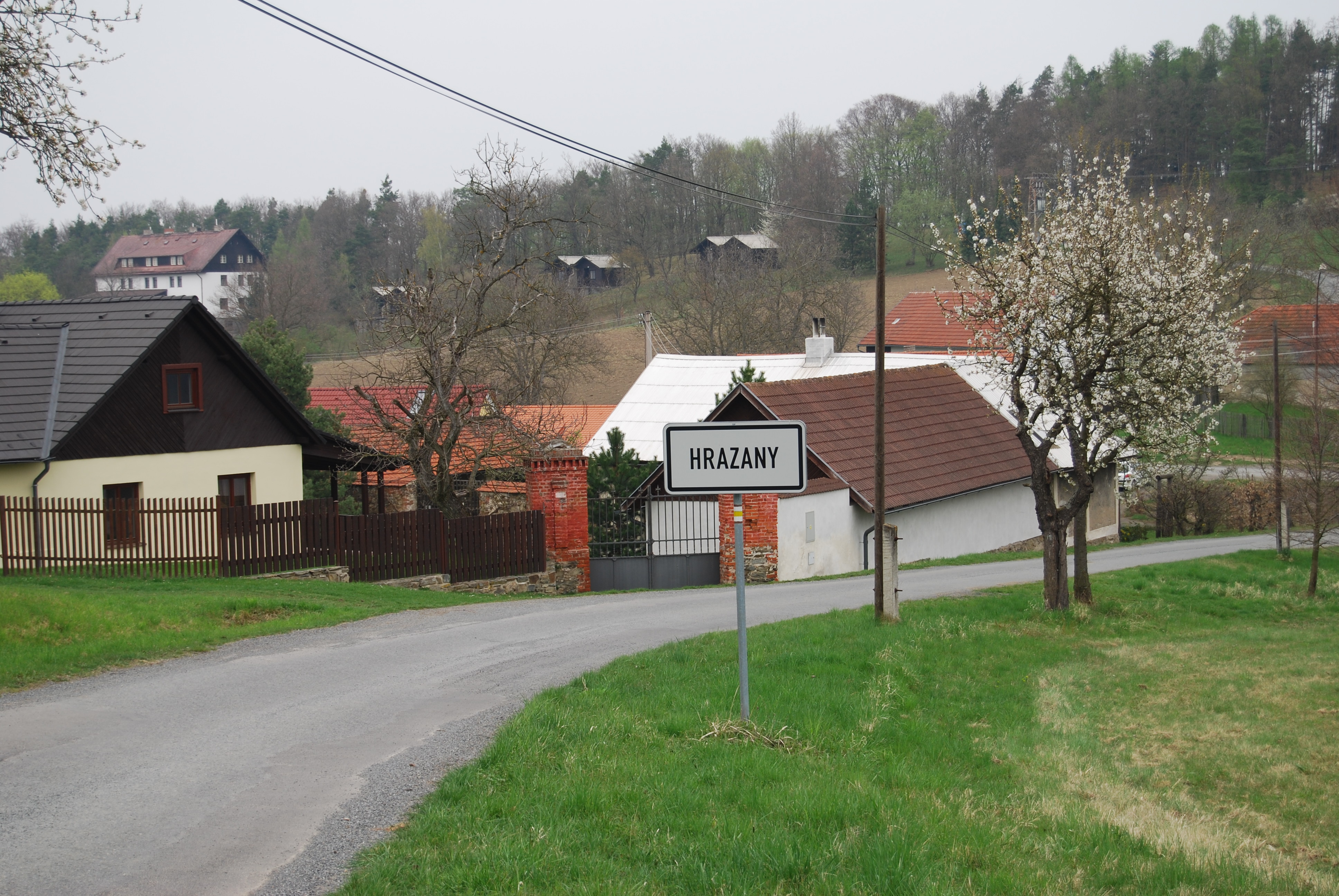
Pohled na část vesnice
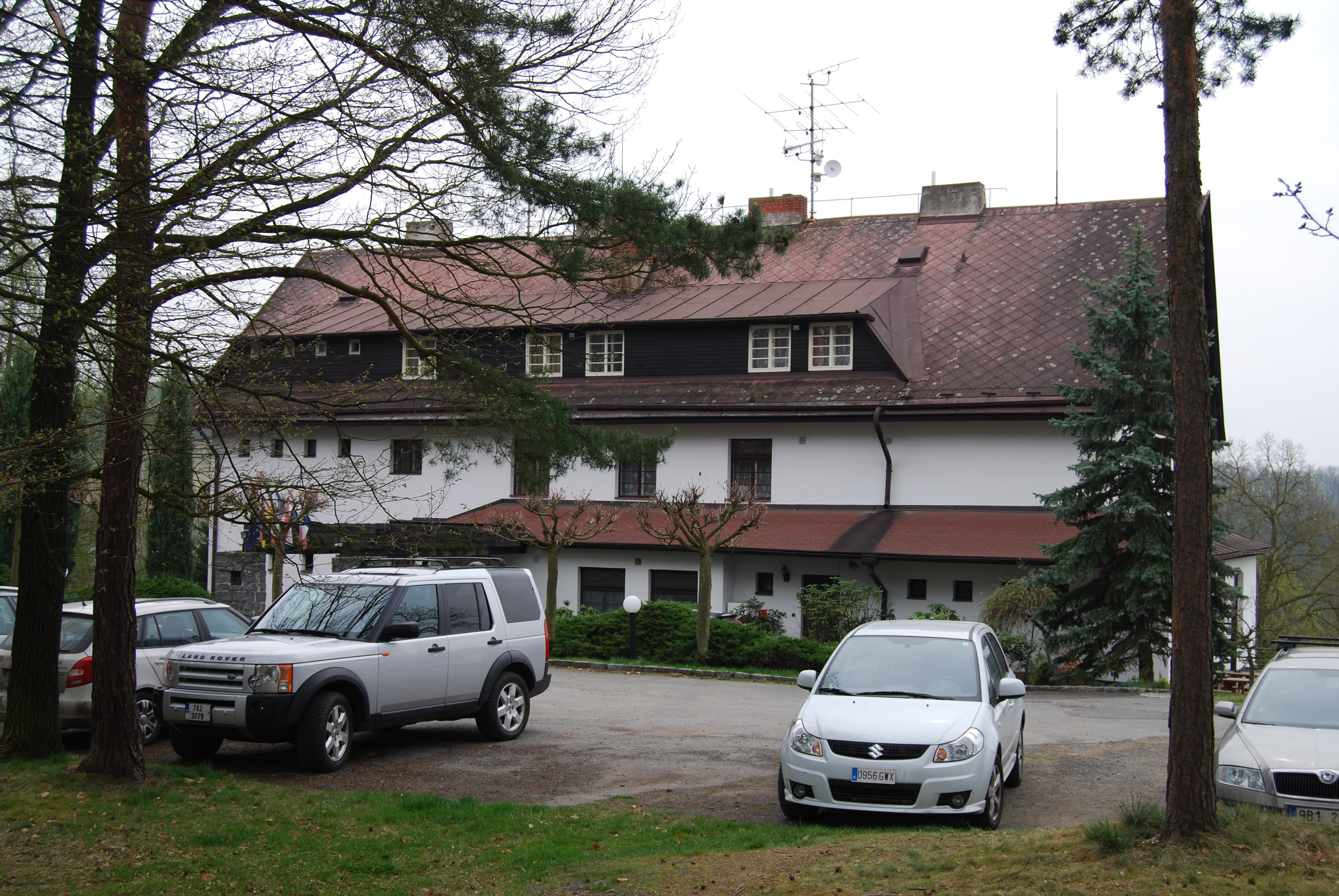
Místní hotel
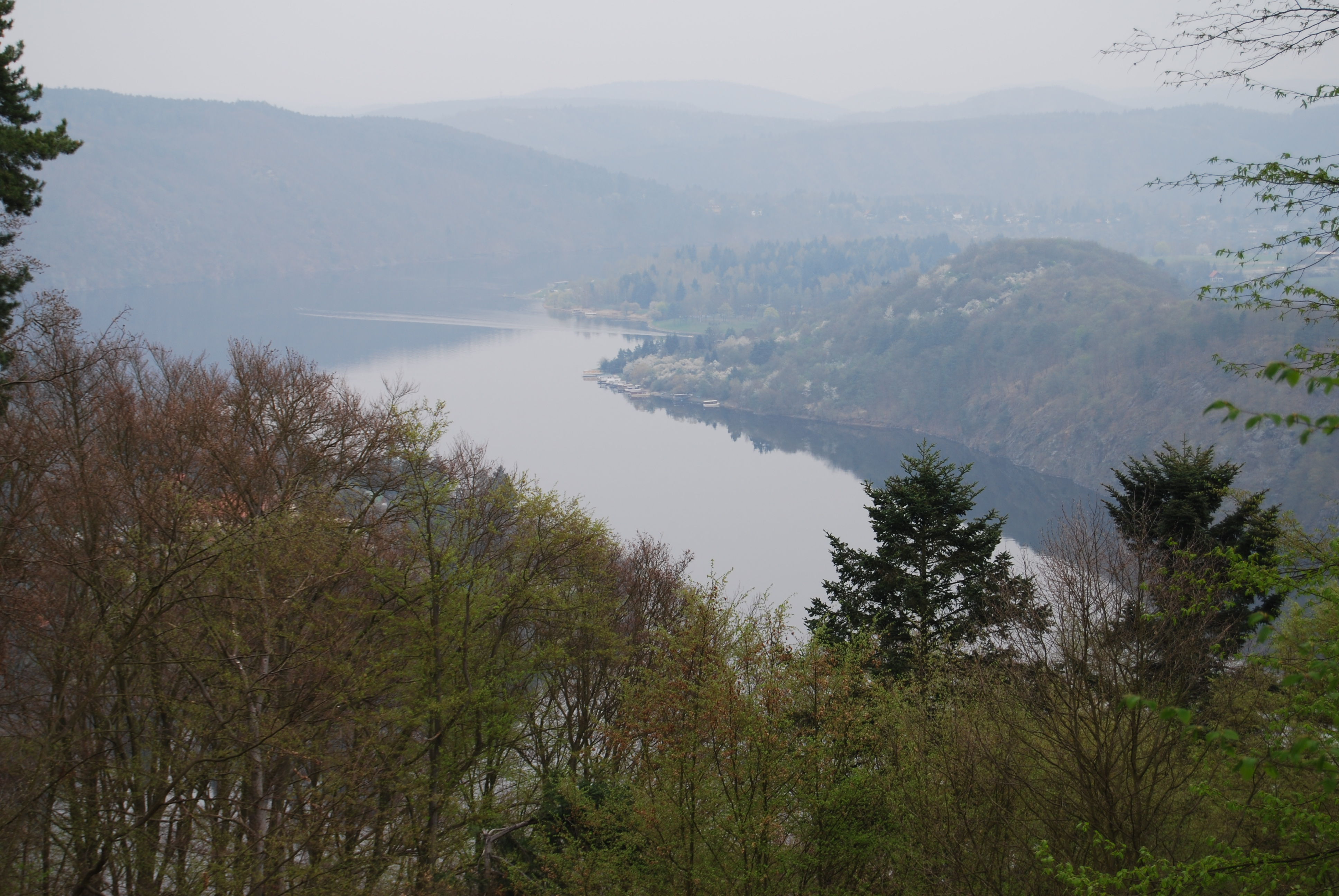
Pohled od hotelu
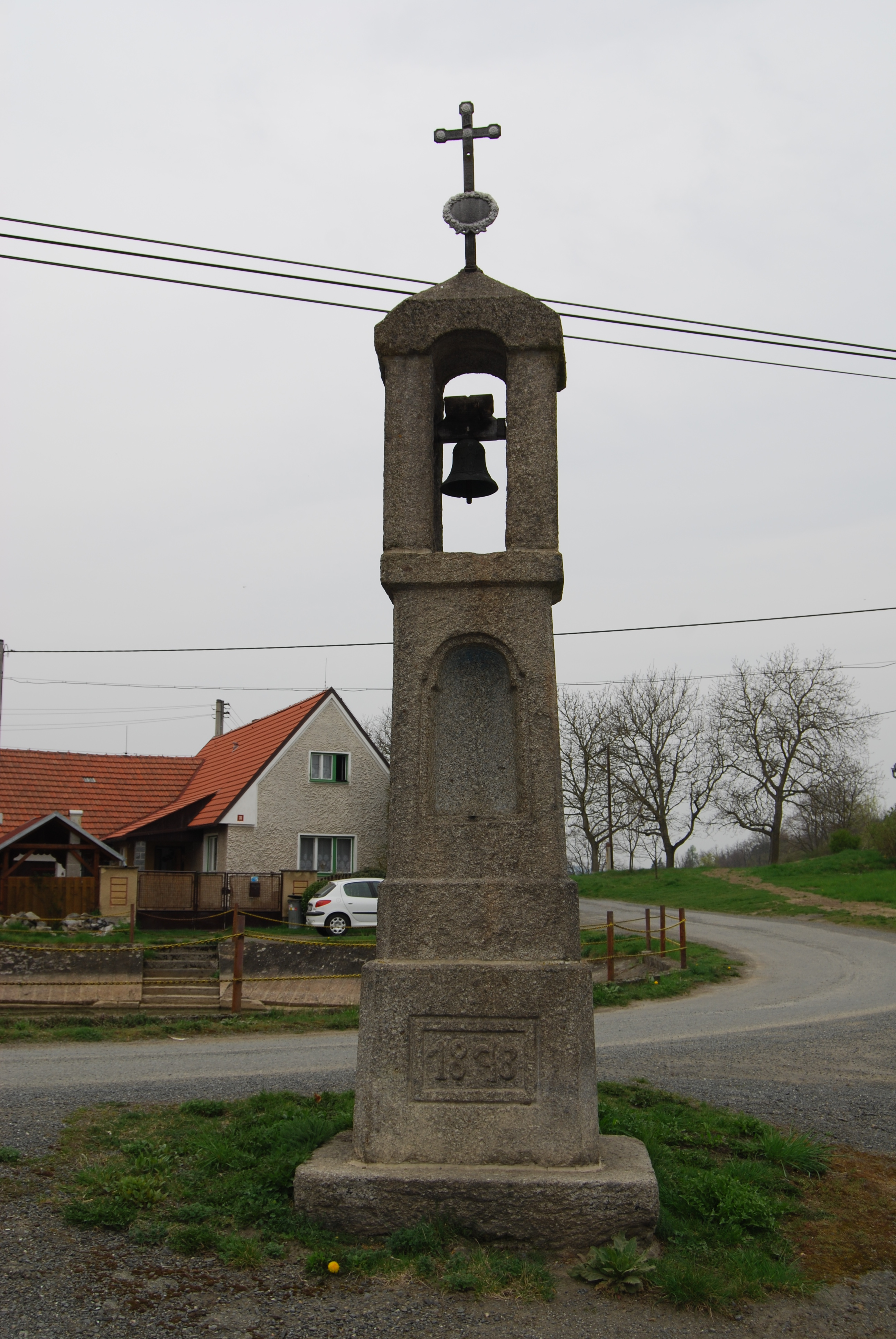
Zvonice ve vsi